# Deuterotinea palaestinensis
Deuterotinea palaestinensis is een vlinder uit de onderfamilie Eriocottinae van de familie Eriocottidae. De wetenschappelijke naam van de soort is voor het eerst geldig gepubliceerd in 1901 door Hans Rebel.